# Nikolina Milić
Nikolina Milić  (nacida el 12 de abril de 1994 en Trebinje, Bosnia y Herzegovina) es una jugadora de baloncesto Serbia. Con 1.91 metros de estatura, juega en la posición de pívot.